# Liliom-hágó
A Liliom-hágó Szlovákiában és Lengyelországban, pontosabban a Magas-Tátra nyugati határában található hágó.

## Megközelítése
Ezt a hágót csak Lengyelországból lehet megközelíteni.

##### AKasprowy-csúcsróla gerincen
Épített ösvény. A kötélvasút végállomásánál a piros jelzésen kell elindulni. Pár perc alatt átérünk a Sucha-hágóba (1949 m). Az innen elinduló enyhén emelkedő gerincúton kell továbbmenni, ami hamarosan elágazik. A bal oldali elágazáson menjünk tovább. Az út a Beskideken át, megkerülve a délkeleti gerincletörést, a Liliom hágóba vezet. Szlovákiából nem lehet megközelíteni ezt a hágót.

## Elnevezése
A Magas-Tátrát és Liptói-Tátrát
elválasztó Liliom-hágó elnevezése a Gasienica-tisztáson legeltető goráloktól származik, akik a nyeregben található virágokat nevezték „lelija”-nak vagy „leluja”-nak. Az elnevezés átvándorolt a Tátra déli oldalára is, és magyar, német, és szlovák nyelven rengeteg formában létezik: L’aliove, L’aliové sedlo, L’alújkové sedlo, Lelujkové sedlo, Lelulové sedlo, Lilejovehágó, Lilienpass, Liliové sedlo, Liliom-szoros, Lilievy priesmyk, Liliowepass, Lilien sattel, Liliowe-hágó, Liliow-hágó, Liliowpass, Liliom-hágó. 1889-ben Dénes Ferenc „Östlicher Liliowe-Pass”-nak nevezte ezzel megkülönböztette a Száraz-hágótól, amelyet „Westlicher Liliowe-Pass”-nak hívott.

## Magassága
A hágó magasságát először Eugeniusz Janota mérte meg barométerrel. Magasságnak 1949 métert kapott. Az évek során további magassági értékek is előfordultak: 1937, 1939, 1947, 1954, 1966, és 1981 méter. Elfogadott magassága 1947 méter.

## Forrás
- A Liliom-hágó egykori turistaútja (magyar nyelven). www.magas-tatra.info. (Hozzáférés: 2023. december 17.) , Dr. Komarnicki Gyula A Magas-Tátra hegyvilága, Bp. 1978 ISBN 963 253 284 8